# Pelo radical

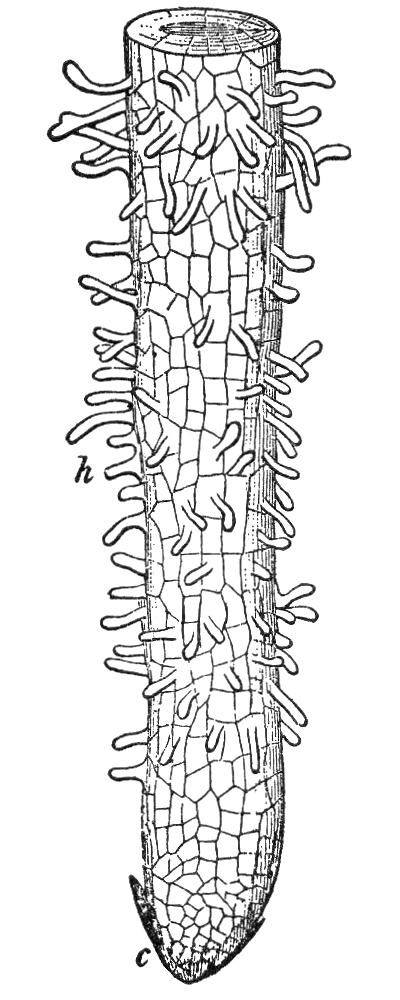
Extremo de una raíz mostrando los pelos radicales.

En botánica, se denomina pelo radical (también pelo radicular o pelo absorbente) a una célula con forma de tubo de la rizodermis de la raíz de una planta. Los pelos radicales son extensiones laterales de una sola célula y raramente son ramificados. Se hallan en la zona pilífera de la raíz.
Su vida media alcanza de 2 a 3 semanas y nuevos pelos se forman continuamente en el extremo de la raíz. De este modo, se mantiene constantemente un gran número de pelos absorbentes en la raíz, los que pueden llegar a una densidad de 2.000 por cm2.
Los pelos radicales varían en tamaño desde 5 a 17 micrómetros de diámetro y de 80 a 1,500 micrómetros en longitud

## Funciones
Las raíces pueden tener una sorprendente cantidad de pelos radicales, los que incrementan el área superficial de las mismas y, por ende, incrementan la capacidad de la planta para absorber nutrientes y agua.